# Ulrik Fredriksen
Pour les articles homonymes, voir Fredriksen.
Ulrik Fredriksen, né le 17 juin 1999 à Bergen en Norvège, est un footballeur norvégien, qui évolue au poste de défenseur central au Fredrikstad FK .

## Biographie

### Débuts professionnels
Né à Bergen en Norvège, Ulrik Fredriksen joue pour le Sædalen IL et le FK Fyllingsdalen dans les divisions inférieures avant de rejoindre le Sogndal Fotball où il découvre l'Eliteserien, l'élite du football norvégien. Il joue son premier match sous ses nouvelles couleurs lors d'une rencontre de championnat contre le FK Haugesund, le 7 mai 2017. Titulaire ce jour-là, il écope d'un carton rouge et les deux équipes se neutralisent (0-0). Le club est toutefois relégué à l'issue de la saison 2017 et il découvre alors la deuxième division norvégienne la saison suivante.
Le 22 avril 2018, Frederiksen se fait remarquer lors d'une rencontre de championnat face au Kongsvinger IL en marquant ses deux premiers buts pour le Sogndal Fotball. Il contribue ainsi à la victoire de son équipe par quatre buts à un.

### FK Haugesund
Le 13 janvier 2020, Ulrik Fredriksen s'engage  avec le club du FK Haugesund et retrouve l'Eliteserien. 
Il joue son premier match sous ses nouvelles couleurs le 17 juin 2020 lors de la première journée de la saison 2020 contre le SK Brann. Il entre en jeu et son équipe s'incline par deux buts à un. Il connait sa première titularisation le 24 juin suivant contre le Kristiansund BK, en championnat (2-2). Le 27 septembre de la même année il inscrit son premier but, lors d'une rencontre de championnat face à l'Odds BK. Il est titulaire et ouvre le score de la tête mais les deux équipes se neutralisent ce jour-là (4-4 score final).
Le 21 juillet 2021, Frederiksen se distingue en inscrivant le but égalisateur de son équipe lors d'une rencontre de championnat face au Sandefjord Fotball (1-1 score final).

### Fredrikstad FK
Le 5 mars 2025, Ulrik Fredriksen rejoint le Fredrikstad FK. Il signe un contrat de deux ans, soit jusqu'en décembre 2026.

### En équipe nationale
Ulrik Fredriksen représente l'équipe de Norvège des moins de 18 ans pour un total de deux matchs joués en 2017.
Avec les moins de 20 ans, il participe à la Coupe du monde des moins de 20 ans en 2019. Lors du mondial junior organisé en Pologne, il joue trois matchs en tant que titulaire et dans leur intégralité. Il forme la paire de défenseurs centraux avec le capitaine Leo Østigård. Avec un bilan d'une seule victoire et deux défaites, la Norvège ne parvient pas à s'extirper de la phase de groupe.
Le 20 novembre 2018, il joue son premier match avec l'équipe de Norvège espoirs, lors d'une rencontre amicale face à la Turquie. Son équipe s'impose par trois buts à deux ce jour-là.